# اسيير اورن هالغريمسون
اسيير اورن هالغريمسون (مواليد 17 فبراير 1984) هو لاعب كرة يد آيسلندي يلعب لصالح نادي هيكار الآيسلندي ويمثل منتخب آيسلندا لكرة اليد.

## روابط خارجية
- اسيير اورن هالغريمسون على موقع الاتحاد الأوروبي لكرة اليد (الإنجليزية)
- اسيير اورن هالغريمسون على موقع الاتحاد الفرنسي لكرة اليد (الفرنسية)
- اسيير اورن هالغريمسون على موقع اللجنة الأولمبية الدولية (الإنجليزية)
- اسيير اورن هالغريمسون على موقع أوليمبيديا (الإنجليزية)